# Nilmari Santini
Nilmari Santini Martin, auch Nilmarí Santini Martin, (* 25. Mai 1959; † 25. März 2006 in San Juan) war eine puerto-ricanische Judoka. Sie war Weltmeisterschaftsdritte 1986 und Siegerin bei den Panamerikanischen Spielen 1987.

## Sportliche Karriere
Nilmari Santini kämpfte im Schwergewicht oder in der offenen Klasse. Bei den Panamerikanischen Meisterschaften 1984 in Mexiko-Stadt trat sie in beiden Gewichtsklassen an. Im Schwergewicht belegte sie den zweiten Platz hinter Alisson Henry aus Venezuela, in der offenen Klasse gewann sie den Titel mit einem Finalsieg über Heidi Bauersachs aus den Vereinigten Staaten. Ein halbes Jahr später fanden in Wien die Weltmeisterschaften 1984 statt. Im Schwergewicht unterlag sie im Viertelfinale der Italienerin Maria Teresa Motta. Den Kampf um Bronze verlor sie gegen Margaret Castro aus den Vereinigten Staaten, somit belegte Santini den fünften Platz. Sie nahm auch am Wettbewerb in der offenen Klasse teil, schied aber in ihrem Auftaktkampf gegen die Ungarin Ibolya Kekes aus.
1986 gewann Santini den Schwergewichts-Titel bei den Panamerikanischen Meisterschaften. Bei den Weltmeisterschaften in Maastricht unterlag sie im Viertelfinale des Schwergewichts-Wettbewerbs der Niederländerin Marjolein van Unen. Nach einem Sieg in der Hoffnungsrunde kämpfte sie gegen die Britin Joanne Spinks um eine Bronzemedaille und gewann.
Im Schwergewichts-Finale der Panamerikanischen Spiele 1987 in Indianapolis standen sich Nilmari Santini und Margaret Castro gegenüber und Santini gewann den Titel.  Drei Monate später trat Santini bei den Weltmeisterschaften in Essen sowohl in der offenen Klasse als auch im Schwergewicht an. Im Schwergewicht verlor sie im Viertelfinale gegen die Deutsche Regina Sigmund. Nach einem Sieg über die Spanierin Angela Medina verlor sie im Kampf um Bronze gegen die Niederländerin Angelique Seriese. In der offenen Klasse unterlag sie im Achtelfinale der Belgierin Ingrid Berghmans. Mit zwei Siegen in der Hoffnungsrunde erreichte Santini den Kampf um Bronze, den sie gegen die Französin Isabelle Paque verlor.
1989 belegte Santini den siebten Platz im Schwergewicht bei den Weltmeisterschaften in Belgrad, nachdem sie gleich zum Auftakt gegen Regina Sigmund verloren hatte. Ende Juli 1991 fanden in Barcelona die Weltmeisterschaften 1991 statt. Santini verlor ihren Auftaktkampf im Schwergewicht gegen Swetlana Gundarenko aus der Sowjetunion. In der offenen Klasse schied Santini in ihrem zweiten Kampf gegen die Japanerin Noriko Matsuo aus. Vierzehn Tage später fanden in Havanna die Panamerikanischen Spiele statt. Dort erreichte Santini sowohl im Schwergewicht als auch in der offenen Klasse das Finale und unterlag jeweils der Kubanerin Estela Rodríguez.
Rodríguez und Santini standen sich auch im Schwergewichts-Finale bei den Panamerikanischen Meisterschaften 1992 gegenüber und auch hier siegte die Kubanerin. Bei den Olympischen Spielen 1992 in Barcelona standen erstmals Frauenwettkämpfe im Judo auf dem offiziellen Programm. Nilmari Santini unterlag in ihrem ersten Kampf der Französin Nathalie Lupino. In der Hoffnungsrunde bezwang sie die Kanadierin Jane Patterson und schied dann gegen Swetlana Gundarenko aus.